# 索斯特巴赫河
51°37′50.03″N 8°1′17.23″E / 51.6305639°N 8.0214528°E

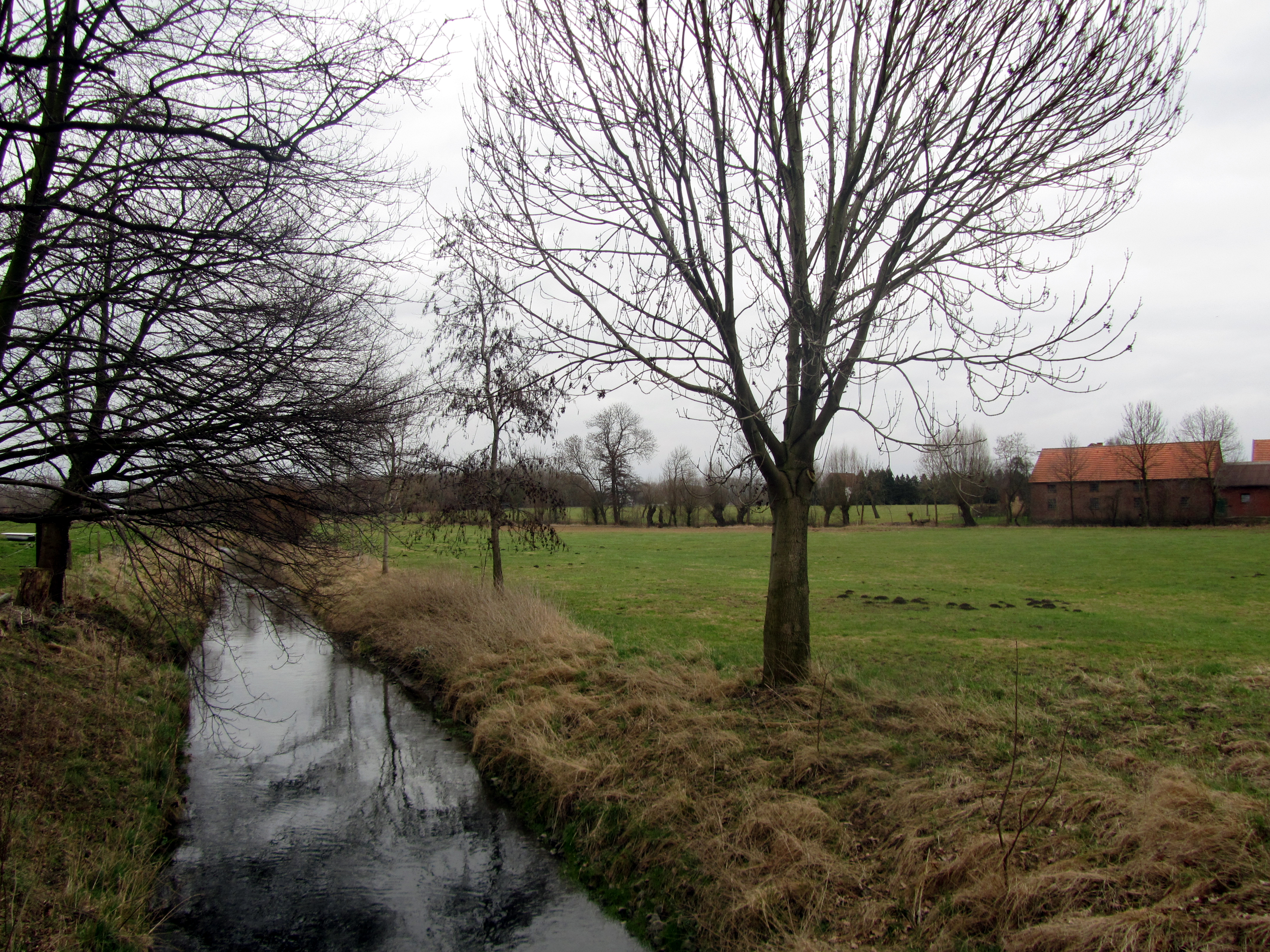

索斯特巴赫河（德語：Soestbach），是德國的河流，位於該國西部，處於北萊茵-威斯特法倫州，屬於阿瑟河的左支流，河道全長13.1公里，流域面積72.3平方公里。